# De doden
De doden (Engels: The Dead) is een kort verhaal van de Ierse schrijver James Joyce, geschreven in 1906 - 1907 en verschenen in de verhalenbundel “Dubliners”  in 1914. Het is het laatste verhaal uit de bundel en maakt deel uit van de categorie "Openbaar leven". De meest recente Nederlandse vertaling is van Erik Bindervoet en Robbert-Jan Henkes en dateert uit 2016.

## Inhoud

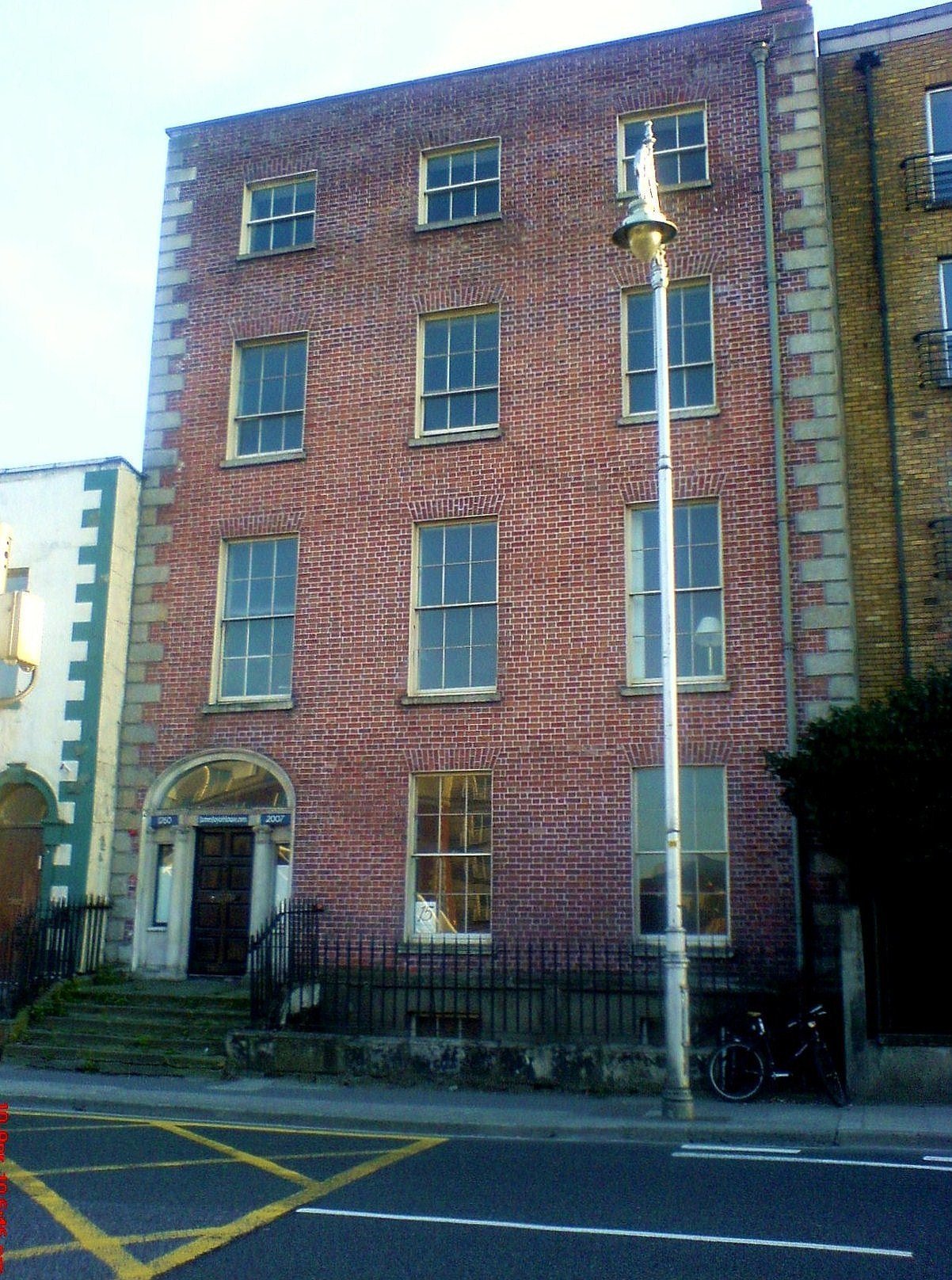
15 Usher's Island, Dublin city, dat model stond voor het huis van de fictieve gezusters Morkan.

Twee oudere vrijsters uit de betere middenklasse, Kate en Julia Morkan, organiseren jaarlijks rond kerst een feest voor familie en vrienden. De beschrijving van het feest en de afloop ervan beslaat zo'n driekwart van het verhaal. Tot de gasten behoren Gabriel Conroy en zijn vrouw Gretta, de meestal dronken Freddy Malins, diens moeder, een ierse nationaliste, een pianiste, een tenor van het operahuis en nog diverse anderen. Joyce beschrijft de gesprekken, veelal over politieke en culturele onderwerpen, en een aantal gevoeligheden die daar voor de aanwezigen aan gekoppeld blijken. Gabriel Conroy houdt een toespraak. Er is ergernis over het gedrag van Freddy Malins.
Aan het einde van de avond, als veel van de gasten al vertrokken zijn, zingt de tenor nog een lied, begeleid door de pianiste. Wanneer Gabriel Conroy en Gretta vertrekken verheugt Gabriel zich al op een mogelijke liefdesnacht met Gretta in het hotel waar ze zullen verblijven, maar Gretta zelf lijkt afwezig. Als ze thuis zijn begint ze te huilen. Ze legt uit dat het lied dat de tenor zong hetzelfde lied is dat haar jeugdliefde altijd zong in Galway, waar ze vroeger vaak de winters doorbracht. Deze 17-jarige jeugdliefde, Michael Furey, werd echter ziek, kreeg tuberculose, en moest bed houden. Op de avond dat Gretta Galway zou verlaten stond hij echter bij vreselijk slecht weer ineens onder aan haar raam het betreffende lied te zingen. Twee dagen later, als Gretta al vertrokken is, sterft hij. Gretta bekent dat ze ontzettend verliefd op elkaar waren. In haar ogen was Furey voor haar gestorven.
Gretta valt uiteindelijk in slaap. Gabriel is eerst geïrriteerd dat zijn vrouw een belangrijke gebeurtenis in haar leven nooit eerder met hem heeft gedeeld. Direct daarop realiseert hij zich echter hoe slecht hij zijn vrouw gekend moet hebben. Met deze conclusie komen meteen ook een aantal gevoeligheden en irritaties op het feest in een ander daglicht te staan: niemand weet waar hun gesprekspartners vandaan komen. Niemand die elkaar echt kent. Zelfs niet als het om je eigen vrouw gaat.
Het verhaal eindigt als volgt: "Overal in Ierland sneeuwde het. Het viel overal op de donkere centrale vlakte, op de boomloze heuvels, viel zacht op het Veen van Allen en viel, veel verder westwaarts, zacht in de donkere opstandige golven van de Shannon. Ook viel het overal op het eenzame kerkhof op de heuvel waar Michael Furey begraven lag. Het lag dik opgewaaid op de scheve kruisen en zerken, op de punten van het hekje, op de kale doornen. Zijn ziel bezweemde langzaam toen hij de sneeuw langzaam hoorde vallen door het heelal en zachtjes hoorde vallen, als het neerdalen van hun laatste einde, op al de levenden en de doden.”

## Duiding
De doden toont aan hoezeer ieder mens opgesloten zit in zijn eigen isolement en niet bij machte is dat isolement te doorbreken. Iedereen zit verstrikt in conventies en vooroordelen. Niemand lijkt het te lukken om werkelijk contact te maken met zijn medemens en door te dringen tot de kern. Uiteindelijk blijft alles hangen in oppervlakkigheden en op de schaarse momenten dat de remmingen en frustraties worden doorbroken ontstaat er kortsluiting.
Joyce beschrijft de situatie trefzeker, in een lyrische doch sobere stijl, zonder stemverheffing. In zijn vermogen de juiste sfeer te raken en het significante moment uit te lichten binnen een alledaags tafereel, toont hij zich verwant met het impressionisme. Tegelijkertijd heeft het verhaal een sterk symbolische waarde in haar verwijzing naar het basale menselijk onvermogen. Uiteindelijk vlucht eenieder in het proza van de afstompende dagelijkse realiteit, waardoor ze niet op zoek hoeven naar hun ware identiteit.
T.S. Eliot noemde De doden een van de beste verhalen ooit geschreven.

## Verfilming
De doden werd in 1987 onder dezelfde titel verfilmd door John Huston, met Donal McCann en Anjelica Huston in de hoofdrollen.